# Apodogaster alcocki
Apodogaster alcocki (лат.) — вид голотурий семейства летмогониды отряда боконогих. Единственный вид рода Apodogaster.
Бентосные животные. Тело длинное, плоское, червеобразное; спереди несколько шире, чем сзади. Внизу с обеих сторон идет бахрома, как у Benthodytes, в которой видны длинные трубки многочисленных присосок. Непарный радиус голый, а боковые имеют один ряд маленьких присосок, расположенных чуть ниже боковой бахромы. На каждом спинном радиусе по одному ряду сосочков. Имеют круглое ротовое отверстие на вентральной стороне тела и 15 маленьких листовидных щупалец, которыми проталкивают пищу в рот. Анус на заднем конце тела. Скелет состоит из мелких известковых гранул и мелких пластинок, похожих на колёсики.
Длина типового экземпляра 80 мм. Он добыт 7 ноября 1890 года, в Бенгальском заливе (Станция 112).